# Trafalgar (album)
Trafalgar studijski je album australskog rock sastava The Bee Gees, koji izlazi u rujnu 1971.g. Album je bio umjereni hit u Sjedinjenim Američkim Državama, gdje je zauzeo #34 na Top ljestvici. Njihova najbolja skladba bila je "How Can You Mend a Broken Heart?", i prvi singl koji završava na #1 američke Top ljestvice.

## Popis pjesama
1. "How Can You Mend a Broken Heart?" (Barry Gibb/Robin Gibb) – 3:58
2. "Israel" (B. Gibb) – 3:44
3. "The Greatest Man in the World" (B. Gibb) – 4:17
4. "It's Just the Way" (Maurice Gibb) – 2:33
5. "Remembering" (B. Gibb/R. Gibb) – 4:01
6. "Somebody Stop the Music" (B. Gibb/M. Gibb) – 3:31
7. "Trafalgar" (M. Gibb) – 3:53
8. "Don't Wanna Live Inside Myself" (B. Gibb) – 5:24
9. "When Do I" (B. Gibb/R. Gibb) – 3:57
10. "Dearest" (B. Gibb/R. Gibb) – 3:52
11. "Lion in Winter" (B. Gibb/R. Gibb) – 3:59
12. "Walking Back to Waterloo" (B. Gibb/M. Gibb/R. Gibb) – 3:51

## Vanjske poveznice
- discogs.com - Bee Gees - Trafalgar